# دان أندرسون
دان أندرسون (بالسويدية: Dan Andersson)‏ (و. 1948 – م) هو عالم اقتصاد، من السويد.